# Antrim (Schiff, 1905)
HMS Antrim war einer der sechs Panzerkreuzer der Devonshire-Klasse der Royal Navy. Sie wurde von der John Brown & Company gebaut und am 8. Oktober 1903 vom Stapel gelassen. Wie ihre Schwesterschiffe diente sie vor und im Ersten Weltkrieg in den Heimatgewässern. Nur von 1916 bis 1919 wurde sie auf einer Auslandsstation eingesetzt. Sie überstand den Krieg unbeschädigt.
Nach dem Krieg wurde sie als erstes Schiff 1920 mit einem experimentellen Sonarsystem ausgestattet.

## Baugeschichte
HMS Antrim war eines von sechs Schiffen der Devonshire-Klasse. Diese von 1902 bis 1905 gebaute Panzerkreuzerklasse war der Versuch, die vorangehende Monmouth-Klasse zu verbessern.

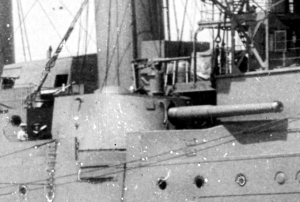
Seitenturm der Antrim

Die beiden 152-mm-Doppeltürme dieser Klasse wurden durch 191 mm (7,5 Zoll)-Einzeltürme ersetzt. Noch während des Baues der Schiffe entschied man, auch die vorderen übereinander geplanten Kasematten durch zwei weitere Einzeltürme zu ersetzen. Damit erhielten die Kreuzer eine Bewaffnung, die den Panzerkreuzern anderer Nationen ebenbürtig war und ihnen gegenüber kleineren Kreuzern ein Artillerieübergewicht verschaffte. Die schwerere Artillerie führte nur zu einem geringen Größenzuwachs. Die Panzerung der Schiffe war zwar dicker, dafür aber auch schmaler. Antriebsmäßig wurde die Klasse für die Erprobung verschiedener Kesselarten genutzt. In den vorderen Räumen standen Wasserrohrkessel in nach Hersteller verschiedenen Ausführung, bei der Antrim vom Typ Yarrow. Der hinterste Kesselraum hatte bei allen Schiffen sieben Zylinderkessel. Äußerlich kehrte die Royal Navy mit der Antrim und ihren Schwestern wieder zu vier Schornsteinen zurück.
Die Klasse wird in der Literatur immer als Devonshire-Klasse bezeichnet, deren Kiellegung am 25. März 1902 beim Chatham Dockyard als erstes Schiff erfolgte. Die Kiellegung der fünf Schwesterschiffe erfolgte bis zum 1. Oktober des Jahres auf fünf weiteren Werften, die der HMS Antrim am 27. August 1902 auf der Werft John Brown & Company in Clydebankunter der Baunummer 365, wo der Panzerkreuzer am 8. Oktober 1903 als drittes Schiff der Klasse vom Stapel lief. Am 23. Juni 1905 wurde sie dann als zweites Schiff der Klasse in den Dienst der Royal Navy übernommen.

## Einsatzgeschichte
Die Antrim diente anfangs wie die Schwesterschiffe außer der im Mittelmeer eingesetzten Carnarvon in der Channel Fleet beim 1. Kreuzergeschwader mit der Good Hope als Flaggschiff.
Im März 1907 wechselte die Antrim zusammen mit der Devonshire zum 2. Kreuzergeschwader der Atlantic Fleet, zu dem im Juni auch noch die Carnarvon hinzutrat. Im Juli besuchte König Edward VII. auf der vom späteren Admiral William Christopher Pakenham befehligten Antrim Irland. Auf Wunsch des Ersten Seelords Fisher tauschten die Befehlshaber des 1. und 2. Kreuzergeschwaders mit ihren Flaggschiffen und weiteren Einheiten 1908 die Funktion, da der von Fisher geschätzte Konteradmiral Percy Scott, der sich öffentlich mit seinem Vorgesetzten Beresford stritt, eine Demonstrationsreise mit dem 2. Geschwader nach Südafrika und Südamerika durchführen sollte.
Am 8. September 1908, begann diese Reise in Portsmouth, an der neben dem Flaggschiff Good Hope noch die Antrim, Carnarvon und Devonshire teilnahmen. Am 18. September machte das Geschwader den ersten Versorgungsstop in São Vicente (Kap Verde), ab dem 5. Oktober kohlte das Geschwader nochmals in der Saldanha Bay und lief am 10. Oktober in Durban ein, wo am folgenden Tag die erste Sitzung der „National Convention“ begann. Die Schiffe konnten besichtigt werden und große Teile der Besatzungen konnten per Zug Besichtigungen in Südafrika durchführen. Am 26. lief das Geschwader dann weiter nach Port Elizabeth, Simonstown und Kapstadt. Von dort lief das Geschwader über St. Helena nach Rio de Janeiro. Am 12. Dezember ankerte das Geschwader vor Montevideo, wo aus entsandten Kohlendampfern die Vorräte aufgefüllt wurden. Auf Wunsch des Präsidenten Uruguays blieb das Geschwader bis Weihnachten vor Montevideo, ehe es über Sao Vicente und Santa Cruz de Tenerife die Heimreise zum Stützpunkt des Geschwaders nach Gibraltar antrat. Im Laufe des Jahres 1909 kamen bis auf die bei der Atlantic Fleet verbleibende Argyll alle Devonshire-Kreuzer zur 3. Division der Home Fleet. Die Antrim wurde 1912 dort dann Flaggschiff des 3. Kreuzergeschwaders, das bei Ausbruch des Weltkrieges Teil der Grand Fleet wurde.

### Kriegseinsätze
Am 9. Oktober 1914 wurde die Antrim erfolglos von einem deutschen Unterseeboot angegriffen. Im Dezember wurde sie mit dem Geschwader unter Konteradmiral Pakenham von Rosyth aus zusammen mit Devonshire, Argyll und Roxburgh gegen den Raid auf Scarborough, Hartlepool und Whitby eingesetzt, ohne auf die deutschen Angreifer zu treffen.
Im Juni 1916 wurde sie nach dem Untergang der Hampshire nach Archangelsk geschickt und sicherte die Handelsschifffahrt im Weißen Meer. Zum Ende des Jahres wurde der Panzerkreuzer auf die North America and West Indies Station versetzt.

### Verbleib
Nach Rückkehr in die Heimat 1919 kam die HMS Antrim zur Reserve in der Nore. Umgebaut zu einem Versuchsschiff für Funk und Unterseebootsjagd (Sonar, Asdic) wurde sie im März 1920 wieder in Dienst gestellt. 1922 diente sie noch als Ausbildungsschiff für Seekadetten, um dann am 19. Dezember 1922 an Hughes Bolckow zum Abbruch verkauft zu werden, zu dem sie im März 1923 nach Blyth geschleppt wurde.